# 천주교 전주교구
천주교 전주교구(天主敎 全州敎區，라틴어: Dioecesis Ieoniuensis)는 대한민국 전북특별자치도 전체를 관할하는 로마 가톨릭교회의 교구이다. 1937년에 지목구로 지정되었으며, 1962년 3월 10일에 대한민국에 교계제도가 설정됨으로써 교구로 승격되었다. 현재 교구장은 김선태(사도 요한) 주교이다.

## 역사

### 조선 시대
교구가 설정되기 이전인 조선 시대부터 전라북도 지역에는 신앙의 맥이 이어져 내려오고 있었다. 호남지역의 첫 신자는 유항검 아우구스티노인데, 그는 한국 천주교의 창립자 중 하나인 권일신으로부터 대세를 받고, 고향인 전주로 내려와 가족과 친척, 친구 등에게 전교하였다.
이후 일가가 함께 천주교를 믿게 되었으며, 그의 사촌인 윤지충 또한 김범우를 통해서 천주교를 접하고 신자가 되었다. 이들은 초기 천주교회에서 중요한 역할을 수행했으며, 1794년 윤지충과 그 사촌 권상연이 모친상을 당했을 때 제사를 올리지 않고 신주를 불태운 일로 인해 전주에서 순교당하면서 (신해박해) 한국 천주교의 최초 순교자가 나오기도 하였다.
정조가 승하한 이후 1801년의 신유박해를 시작으로 계속해서 박해가 벌어지자, 각지의 교우들은 산간지대로 이주하여 교우촌을 형성하였다. 호남 지역의 신자들도 각지로 이주하여 교우촌을 형성하였는데, 전북특별자치도 지역의 대표적인 교우촌은 수류, 되재, 고산, 전주 대승리, 여산 천호동 등이 있다.

### 구한 말 ~ 일제강점기
1886년에 한국 천주교회는 조불 수호 통상 조약을 통해 신앙의 자유를 얻게 되었다. 이때 전주를 중심으로 하는 호남 북부 지역에도 각 교우촌을 중심으로 신앙 공동체가 발전하기 시작하였으며, 1889년에는 전주 대승리와 금구 배재에 본당이 세워짐으로써 가톨릭 신앙이 뿌리내리기 시작하였다. 이후 1897년에는 전라도 출신인 이내수 아우구스티노가 이 지역 출신으로는 처음으로 사제로 서품되기도 하였다.
1911년에 조선대목구에서 대구대목구가 분리되어 나오면서 전주를 비롯한 전라도 지역은 대구대목구에 속하게 되었다. 이 당시 전라도 전체에는 전주성당, 수류성당을 비롯하여 7개의 성당이 있었으며, 파리 외방전교회의 선교사 5명을 비롯한 7명의 신부가 있었다. 이후 계속해서 교세가 성장하여 1931년에는 전주를 중심으로 하는 감목대리구가 설정되었으며, 첫 번째 감목대리로 김양홍 스테파노 신부가 임명되었다. 김양홍 신부의 교구장 임명은 한국 출신의 사제로써는 처음이었으며, 전주교구는 한국 지역에 설정된 교구 중 최초로 한국인에 의해 교회 행정이 완전히 이루어지는 자치교구로 불린다. 1937년에는 현재의 전라남도 지방에 위치한 광주 감목대리구와 함께 지목구로 승격되면서 전주지역에 최초로 교구가 설정되게 되었다.

### 교구 설정 이후
교구가 설정되면서, 중심 본당의 역할을 하고 있었던 전주성당이 자연히 주교좌로써의 역할을 하게 되었다. 교구가 설정되기 이전인 1933년에도 이미 전주본당을 중심으로 전교 활동이 이루어지고 있었고, 이와 동시에 해성보통학교가 전주본당의 부속으로 설립되면서 교육사업도 함께 진행하고 있었다. 최초의 교구청으로는 전주본당의 사제관이 쓰이게 되었으며, 1937년 10월 12일에는 샬트르 성 바오로 수녀회의 전주분원이 세워졌으며, 1942년에는 교구장직을 사임한 김양홍 신부를 대신하여 주재용 바오로 신부가 제 2대 교구장이 되었다. 그리고 1980년 8월 29일자로 충남 금산군 지역의 본당을 천주교 대전교구로 이관시켰다.

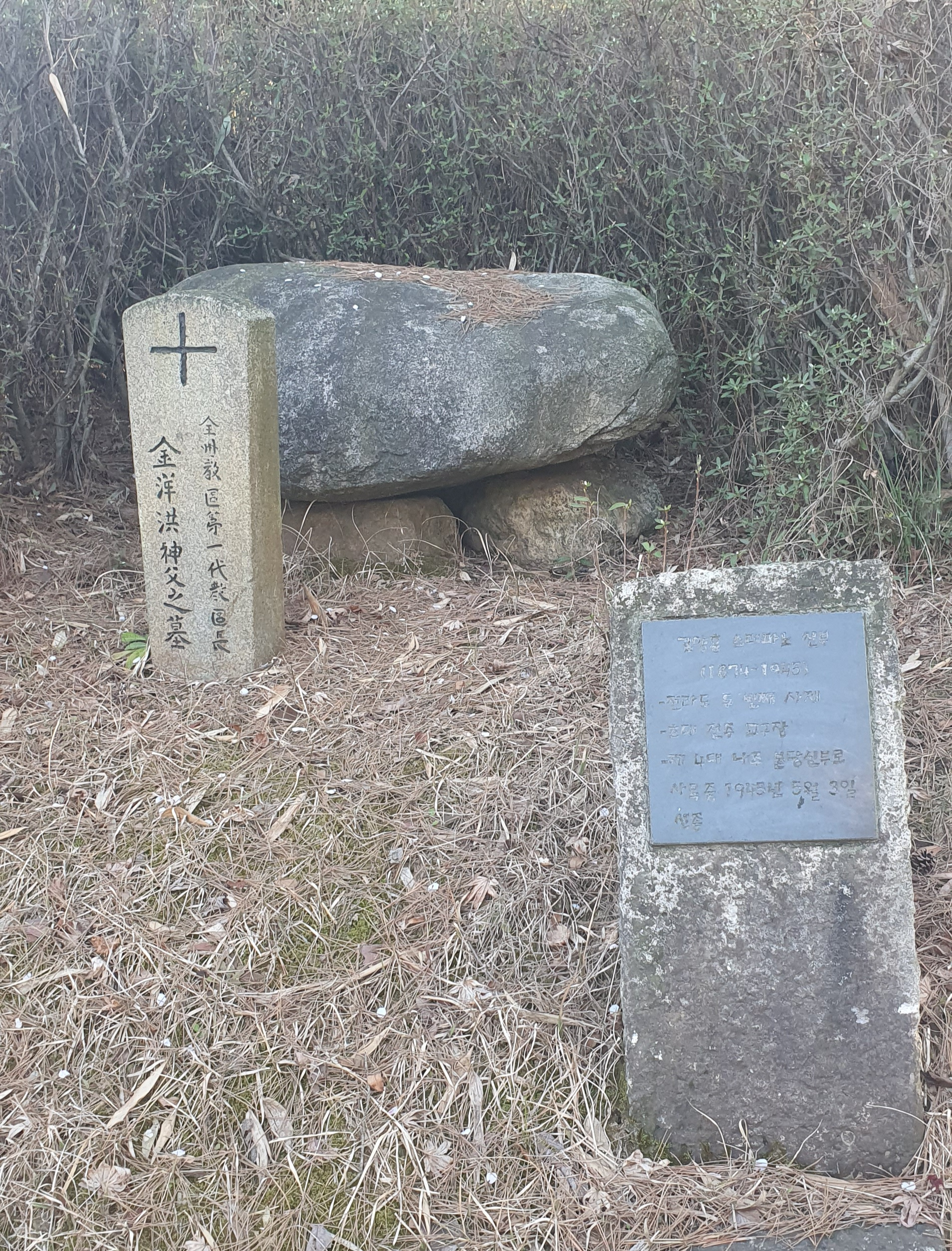
제1대 지목 김양홍(스테파노) 신부 묘소 (광주대교구 나주성당 소재)

## 현황
전라북도 전체를 관할하며, 2018년 12월부터 개편되어 6개 지구로 나뉘어 있다. 각 지구는 단순한 지역적 구분일 뿐 감목대리구와 같은 교회 행정적 단위가 아니기 때문에, 주교 대리나 독립적인 행정 체계를 갖추고 있지는 않다. 2009년 현재 179,801명의 신자가 교구 내에 있지만, 이농 현상으로 인한 지역적 편차가 심한 편이다.

## 관할 지구 및 본당
- (1지구)동부지구[전주시 동부, 완주군 동부, 진안군, 무주군, 장수군](16개) : 금상동(봉안성당), 금암, 노송동, 무주, 복자, 소양, 아중, 용진, 우아동, 인후동, 장계, 장수, 중앙(주교좌), 진안, 호성동, 호성만수

- (2지구)서부지구[전주시 서부, 김제시 서부, 정읍시](15개) : 권상연, 만경, 서신동, 시기동, 신태인, 신풍, 연지동, 요촌, 용머리, 우림, 우전, 중산, 칠보, 화산동, 효자동

- (3지구)남부지구[전주시 남부, 완주군 남부, 김제시 동부, 임실군, 순창군, 남원시](15개) : 도통동, 문정, 복흥, 삼천동, 상관, 서학동, 수류, 순창, 쌍교동, 오수, 운봉, 원평, 임실, 전동, 평화동

- (4지구)북부지구[전주시 북부, 완주군 북부](16개) : 고산, 덕진, 여의동, 만성동, 봉동, 삼례, 상삼례, 서일, 솔내, 송천동, 송천와룡, 숲정이, 윤지충, 천호(준본당), 팔복동, 하가

- (5지구)군산지구[군산시, 부안군, 고창군](17개) : 고창, 나운동, 대야, 둔율동, 등용, 부안, 소룡동, 수송동, 오룡동, 옥봉, 월명동, 윤지헌, 조촌동, 줄포, 지곡, 축동, 팔마

- (6지구)익산지구[익산시](17개) : 금마, 나바위, 마동, 모현동, 부송동, 송학동, 신동, 어양동, 여산, 영등동, 영등소라, 용안, 주현동, 창인동, 팔봉, 함열, 황등

- 총 합계: 96개

## 교육
- 고등학교
  - 전주성심여자고등학교
  - 전주해성고등학교
- 중학교
  - 전주성심여자중학교
  - 전주해성중학교

## 의료기관
- 익산성모병원
- 성바오로복지병원

## 역대 교구장

### 교황대리 지목구장 (사제 혹 명의주교)
| 역대 | 이름   | 세레명       | 임명            | 사임             | 선종 | 비고   |
| ---- | ------ | ------------ | --------------- | ---------------- | ---- | ------ |
| 1대  | 김양홍 | 스테파노     | 1937년 5월 10일 | 1942년 11월 21일 |      | 신부   |
| 2대  | 주재용 | 바오로       | 1942년 1월 5일  | 1946년 1월 19일  |      | 몬시뇰 |
| 3대  | 김현배 | 바르톨로메오 | 1947년 6월 13일 | 1957년 1월26일   |      | 신부   |

### 교황대리 대목구장 (명의주교)
| 역대 | 이름   | 세레명       | 임명            | 사임            | 선종            | 비고                  |
| ---- | ------ | ------------ | --------------- | --------------- | --------------- | --------------------- |
| 1대  | 김현배 | 바르톨로메오 | 1957년 1월 26일 | 1960년 4월 30일 | 1960년 4월 30일 | 아그비아의 명의주교   |
| 2대  | 한공렬 | 베드로       | 1961년 1월 30일 | 1962년 3월 10일 |                 | 사갈라수수의 명의주교 |

### 정식 교구장 (주교직)
| 역대 | 이름   | 세레명       | 임명            | 사임            | 선종           | 비교                          |
| ---- | ------ | ------------ | --------------- | --------------- | -------------- | ----------------------------- |
| 1대  | 한공렬 | 베드로       | 1962년 3월 10일 | 1971년 7월 14일 |                | 광주대교구 교구장 대주교 전보 |
| 2대  | 김재덕 | 아우구스티노 | 1973년 1월 29일 | 1981년 4월 1일  | 1988년 6월 5일 |                               |
| 3대  | 박정일 | 미카엘       | 1982년 6월 8일  | 1988년 12월 5일 |                | 마산교구장 주교로 전보        |
| 4대  | 이병호 | 빈첸시오     | 1990년 2월8일   | 2017년 3월 14일 |                |                               |
| 5대  | 김선태 | 사도 요한    | 2017년 3월 14일 | 현직            |                |                               |

## 같이 보기
- 익산 나바위성당
- 치명자산 성지